# Ursula Grille

Ursula Grille (2000)

Ursula Grille, geb. Hahn (* 10. September 1942 in Marburg; † 20. Juli 2002 in Erlangen) war eine Sozialsekretärin bei der evangelischen Kirche in Bayern und bayerische Kommunalpolitikerin. Von 1978 bis 2002 war sie Stadträtin (CSU) der Stadt Erlangen.

## Werdegang
Ursula Grille war das erste von drei Kindern des evangelischen Pfarrers Heinrich Hahn und dessen Ehefrau Ursula. Ihr Vater verstarb mit 48 Jahren an einem Krebsleiden. Sie konnte die Schule deshalb nicht bis zum Abitur besuchen und machte  mit 16 Jahren ihre mittlere Reife in Marburg. Im Anschluss daran ging sie als Au-pair-Mädchen nach Manchester. Nach ihrer Rückkehr nach Deutschland erlernte sie den Beruf der Krankenschwester in Mülheim an der Ruhr. In diesem Beruf arbeitete sie bis ca. 1969.
1969 kam es zu einer Bekanntschaft mit  Käthe Truhel, einer Mitbegründerin der evangelischen „Aktionsgemeinschaft für Arbeitnehmerfragen“, die Ursula Grille noch im selben Jahr für die kirchliche Sozialarbeit im bayerischen Sozialpfarramt, heute „Kirchlicher Dienst in der Arbeitswelt“ (KDA) nach Nürnberg, gewinnen konnte. Ursula Grille absolvierte die Ausbildung zur Sozialsekretärin und wirkte in diesem Beruf bis zum Ausscheiden aus dem Berufsleben aus gesundheitlichen Gründen 1998.
1962 heiratete sie Dietrich Grille. Aus der Ehe gingen zwischen 1963 und 1972 zwei Söhne und zwei Töchter hervor. Am 20. Juli 2002 starb Ursula Grille an einem  Multiorganversagen, verursacht durch einen ärztlichen Kunstfehler, der eine Infektion mit multiresistenten Keimen ausgelöst hatte.

## Parteipolitisches und gesellschaftliches Engagement
Grille war Stellvertretende CSA-Landesvorsitzende zu Beginn der 70er Jahre, von der CSA vorgeschlagenes Mitglied im DGB-Landesbezirksvorstand, mittelfränkische CSA Bezirksvorsitzende (mitberatend beim „Nürnberger CSA Modell“ der Mitbestimmung, teilweise federführend beim Weißenburger CSU-Berufsbildungskongress „für das duale System“ 1975), später Sprecherin für Soziales in der CSU-Stadtratsfraktion und Mitglied im Sozialausschuss des Bayrischen Städtetages.
Vor ihrem Eintritt in die CSU zeigte Ursula Grille sich als kritisch-autonom. Anlässlich des Volksbegehrens zur „christlichen Gemeinschaftsschule“ erzwang sie die Offenlegung der vom Bürgermeister ihres Wohnortes versteckten Eintrags-Listen. Infolge davon erlebte sie bei der Aufstellung der Erlanger Liste für die Stadtratswahl 1972 eine Niederlage: Sie wurde in jedem Wahlgang niedergestimmt. 1978 kandidierte Grille wieder für den Erlanger Stadtrat und konnte sich bei den kommenden vier Wahlen von dem ihr zugebilligtem Listenplatz aus von Listenplatz 22 anno 1978 auf Platz acht im Jahr 1996 vorarbeiten. Einiger ihrer Erlangen Innovationen waren die erste Erlanger Lernstube 1970, die Woche des ausländischen Mitbürgers, die drei Jahres-Kurse im ABM-Sonderprogramm „Arbeiten und Lernen“ ihrer „Gesellschaft für Arbeitnehmerfragen“. Die „Soziale Stadtkarte 2002“, eine visualisierte Bestandsaufnahme öffentlicher und privater Leistungen der Erlanger Wohlfahrtspflege, war ihre Idee und Werk. Wegen ihres, durch einen ärztlichen Kunstfehler erzeugten, schlechten Gesundheitszustandes legte sie ab 2001 ihre Ehrenämter nieder und schied zuletzt im März 2002 aus dem Erlanger Stadtrat aus.
Ursula Grille hat den Vorsitz der Notgemeinschaft Medizingeschädigter in Bayern am 14. November 1998 in einer kritischen Phase übernommen und ihre beruflichen Erfahrungen eingebracht sowie das Überleben des Vereins in einer schwierigen Phase gesichert.
Sie war aktives Mitglied in Vorständen bei Kirche, Evangelisches Bildungswerk, Arbeitsgemeinschaft evangelischer Sozialsekretäre- und Sozialsekretärinnen, sowie im Landesvorstand der evangelischen Frauenarbeit. Zudem vertrat sie als Betriebsrätin im Amt für Industrie und Sozialarbeit der Evangelischen Kirche in Bayern und im Landesbezirksvorstand des GDB Bayern die Interessen der Arbeitnehmer und sozialer Randgruppen. Außerdem wirkte sie als Stadträtin von Erlangen, als stellvertretende. Landesvorsitzende der Arbeitnehmerunion in der CSU (CSA) in Bayern und als ehrenamtliche Richterin am Verwaltungsgericht Ansbach.

## Ehrungen
Staatsminister Hans Maurer heftete Ursula Grille am 10. November 1991 das Bundesverdienstkreuz an. Bundespräsident Richard von Weizsäcker hatte Ursula Grille auf Vorschlag des Bayerischen Ministerpräsidenten Max Streibl mit Urkundendatum 27. August 1991 das Verdienstkreuz am Bande des Verdienstordens der Bundesrepublik Deutschland verliehen. Grille wurde damit für ihre vielfältigen Verdienste im Kirchlichen Bereich sowie der Gewerkschafts-, Kommunal- und Parteiarbeit gewürdigt.

## Quelle
- „... du sollst ein Segen sein!“, Gedenkband, Europaforum-Verlag, Lauf a. d. Pegnitz, 2003, ISBN 3-931070-35-2.

| Personendaten    | Personendaten                                   |
| ---------------- | ----------------------------------------------- |
| NAME             | Grille, Ursula                                  |
| ALTERNATIVNAMEN  | Hahn, Ursula (Geburtsname)                      |
| KURZBESCHREIBUNG | deutsche Sozialarbeiterin und Politikerin (CSU) |
| GEBURTSDATUM     | 10. September 1942                              |
| GEBURTSORT       | Marburg                                         |
| STERBEDATUM      | 20. Juli 2002                                   |
| STERBEORT        | Erlangen                                        |